# Ritterella prolifera
Ritterella prolifera is een zakpijpensoort uit de familie van de Ritterellidae. De wetenschappelijke naam van de soort is voor het eerst geldig gepubliceerd in 1933 door Oka.